# Krísti Stassinopoúlou
Chrysavyí Stassinopoúlou (grec moderne : Χρυσαυγή Στασινοπούλου), plus connue sous le nom de Krísti Stassinopoúlou (Κρίστη Στασινοπούλου), née le 20 janvier 1956 à Athènes, est une chanteuse grecque.

## Biographie
Elle commence sa carrière en 1978 et interprète le rôle de Marie-Madeleine dans la version grecque de Jesus Christ Superstar.
Krísti présente son pays au Concours Eurovision de la chanson 1983 à Munich.
Elle sort son premier album en 1986.